# Big Falls (Wisconsin)
Big Falls es una villa ubicada en el condado de Waupaca en el estado estadounidense de Wisconsin. En el Censo de 2010 tenía una población de 61 habitantes y una densidad poblacional de 46,73 personas por km².

## Geografía
Big Falls se encuentra ubicada en las coordenadas 44°36′56″N 89°1′13″O / 44.61556, -89.02028. Según la Oficina del Censo de los Estados Unidos, Big Falls tiene una superficie total de 1.31 km², de la cual 1.24 km² corresponden a tierra firme y (5.36%) 0.07 km² es agua.

## Demografía
Según el censo de 2010, había 61 personas residiendo en Big Falls. La densidad de población era de 46,73 hab./km². De los 61 habitantes, Big Falls estaba compuesto por el 100% blancos, el 0% eran afroamericanos, el 0% eran amerindios, el 0% eran asiáticos, el 0% eran isleños del Pacífico, el 0% eran de otras razas y el 0% pertenecían a dos o más razas. Del total de la población el 1.64% eran hispanos o latinos de cualquier raza.